# Interférence inter-symbole
Pour les articles homonymes, voir ISI.
En télécommunications, une interférence inter-symbole (en anglais, intersymbol interference ou ISI) est une forme de distorsion d'un signal qui a pour effet que le symbole transmis précédemment affecte le symbole actuellement reçu. C'est en principe un effet non désiré car l'effet du symbole précédent agit comme du bruit, ce qui rend la communication moins fiable. Il existe des solutions pour réduire les interférences inter-symboles par exemple l'algorithme de Viterbi, l'OFDM et l'OFDMA.
Sur un canal radio-mobile, l'interférence entre symboles conséquente à la propagation multitrajets n'est pas nécessairement néfaste. En effet, elle apporte de la diversité en réception qui peut être exploitée par différents mécanismes d'égalisation.